# Ralph Copeland
Ralph Copeland (Moorside Farm, 3 settembre 1837 – Edimburgo, 27 ottobre 1905) è stato un astronomo britannico, terzo Astronomo reale per la Scozia.

## Biografia
Copeland nacque a Moorside Farm, vicino a Woodplumpton nel Lancashire, in Inghilterra, per poi frequentare la Kirkham Grammar School. Trascorse cinque anni in Australia dove scoprì il suo interesse per l'astronomia. Tornò in Inghilterra nel 1858 con l'intenzione di intraprendere una carriera da ingegnere.
Desideroso di perseguire i suoi interessi astronomici, Copeland costruì un piccolo osservatorio, rinunciò all'ingegneria e si recò in Germania per studiare astronomia all'Università di Göttingen. Quando tornò in Inghilterra, come referente di Lord Rosse, Copeland portò con sé i metodi tedeschi di osservazione e calcoli astronomici, e assunse molti astronomi tedeschi come suoi assistenti, tra cui Oswald Lohse.
Copeland ha poi lavorato al Dun Echt Observatory di proprietà del 26º conte di Crawford e osservò due transiti di Venere: nel 1874 nella Repubblica del Mauritius e nel 1882 in Giamaica e intraprese osservazioni astronomiche in Groenlandia.
Il 29 gennaio 1889 fu eletto Astronomo reale per la Scozia, e iniziò a lavorare all'Observatory House di Edimburgo: durante questo periodo, fu incaricato di selezionare il luogo per un nuovo osservatorio; alla fine scelse Blackford Hill, vicino a Edimburgo, dove ha sede l'attuale osservatorio. Lord Crawford, già suo benefattore, donò la collezione astronomica del Dun Echt Observatory al nuovo sito, che fu inaugurato nel 1896.
Copeland rimase l'Astronomo reale per la Scozia fino alla data della sua morte, sopravvenuta nel 1905. Fu sepolto nel cimitero di Morningside a Edimburgo.
Copeland ebbe 2 mogli e sei figli.

## Scoperte
Copeland scoprì 35 oggetti del Catalogo NGC, il più famoso dei quali è il Settetto di Copeland.

## Opere principali
- Copeland, R., The total solar eclipse of August 19, 1887 (PDF), in Monthly Notices of the Royal Astronomical Society, vol. 48, 1887,  p. 48.
- Copeland, Ralph, Observations of the Transit of Mercury on 1891 May 9 at the Royal Observatory, Edinburgh (PDF), in Monthly Notices of the Royal Astronomical Society, vol. 51, 1891,  p. 499.
- Copeland, R., On a pretended early discovery of a satellite of Mars (PDF), in Monthly Notices of the Royal Astronomical Society, vol. 52, 1892,  p. 493.
- Copeland, Ralph; Becker, L., On the new star in the constellation Auriga, in Astronomy and Astrophysics, vol. 11, 1892,  pp. 593-602.
- Copeland, Ralph, Nebular Spectrum of Nova Aurigæ, in Nature, vol. 46, 1892,  pp. 464-465, DOI:10.1038/046464c0.
- Copeland, R., New Variable in Andromeda, in Astronomische Nachrichten, vol. 139, 1895,  p. 115.
- Copeland, R., The Variable Star η Aquilæ, in Nature, vol. 56, n. 1446, 1897,  pp. 249-250, DOI:10.1038/056249b0.